# Талпаки
Талпаки (рос. Талпаки) — селище Гвардійського міського округу, Калінінградської області Росії. Входить до складу Зоринського сільського поселення.
Населення —  374 особи (2015 рік). 

## Населення
| 2002 | 2010 |
| ---- | ---- |
| 394  | ↘374 |